# Pivniță de piatră pe moșia lui Leonard (Speia)
Pivniță de piatră pe moșia lui Leonard este o clădire amplasată în Speia, raionul Anenii Noi, Republica Moldova. Este un monument istoric și arhitectural de importanță națională inclus în Registrul monumentelor Republicii Moldova ocrotite de stat cu nr. 144 (raionul Anenii Noi). Datează din anii 1860-1870.